# Mark Leonard
Mark Hugo Leonard (ur. 27 sierpnia 1974) – brytyjski politolog i autor; dyrektor Europejskiej Rady Spraw Zagranicznych (ECFR), którą założył w 2007 roku. Od 2004 roku pisze dla Project Syndicate, międzynarodowej organizacji medialnej.

## Wczesne życie i edukacja
Mark Leonard jest synem Dicka Leonarda, pisarza i dziennikarza, oraz Irène Heidelberger-Leonard, profesor literatury niemieckiej. Jego siostrą jest Miriam Leonard, profesor greki i łaciny.
Leonard był uczniem European School, Brussels I (ESBI), którą ukończył z maturą europejską. Leonard ukończył Gonville and Caius College w Cambridge, gdzie studiował nauki społeczne i polityczne. W latach 1994–1995 był przewodniczącym Cambridge Organization of Labor Students (obecnie Cambridge Universities Labor Club).

## Kariera
Mark Leonard założył Europejską Radę ds. Stosunków Międzynarodowych (ECFR) w październiku 2007 r., w której pełni funkcję dyrektora wykonawczego. Moderuje cotygodniowy podcast ECFR „Świat ECFR w 30 minut”.
Leonard był dyrektorem ds. polityki zagranicznej w Centrum Reform Europejskich oraz Centrum Polityki Zagranicznej.

## Publikacje
W 2005 roku napisał książkę zatytułowaną "Why Europe Will Run the 21st Century". Jego druga książka, "What does China think?" została opublikowana w 2008 roku.